# Deogracias Mariano Lastra
Deogracias Mariano Lastra López (Santander, 22 de marzo de 1889-Santander, 24 de abril de 1955) fue un arquitecto y político español.

## Biografía
Nació en el seno de una familia de canteros trasmeranos. Obtuvo el título de arquitecto en la Escuela de Arquitectura de Madrid, en 1918.
De regreso en Santander comenzó a trabajar con el arquitecto Eloy Martínez del Valle, con el que colaboró durante algunos años. Al parecer Martínez del Valle estaba pensando ya en dejar de trabajar y algunos de los proyectos que llevan su firma pueden ser de Lastra. A esa etapa pertenecen trabajos como la casa en la calle de Becedo (1920), el Gran Cinema (1922) o el Banco de España (1924), este último en colaboración con José Yárnoz.
Proyectos en solitario son el Palacio de Collado (1921) o la Quinta Ribalaygua (1924), influidos aún por la escuela neoregionalista de Leonardo Rucabado. Pero su arquitectura evolucionó hacia un estilo racionalista que se puede ver en las obras posteriores, especialmente en el edificio de viviendas de la plaza del Reenganche y, sobre todo, en el Ateneo Popular de Santander, edificio situado en la esquina entre las calles Pedrueca y Gómez Oreña, que hoy alberga las sedes del Ateneo de Santander y el Centro de Estudios Montañeses.
Además de por su arquitectura la personalidad de Lastra merece un estudio en profundidad por su compromiso social, que materializó en la presidencia del Ateneo Popular y su participación en la política local a través del Partido Radical Socialista por el que fue elegido concejal del ayuntamiento santanderino en las elecciones municipales del 12 de abril de 1931, a consecuencia de las cuales se proclamaría la II República Española el día 14. Desde entonces y hasta la caída de Santander el 27 de agosto de 1937, obtendría silla de concejal en todas las elecciones municipales que se celebraron y ocupó el cargo de alcalde, de manera provisional, en varias ocasiones.
Tras la caída de Santander marchó al exilio a Francia. Regresó a Santander en los años 1940, donde pudo continuar su labor arquitectónica, pero ya las circunstancias no le permitieron la libertad creadora de la que había disfrutado anteriormente.